# NGC 1224
NGC 1224 é uma galáxia elíptica (E-S0) localizada na direcção da constelação de Perseus. Possui uma declinação de +41° 21' 48" e uma ascensão recta de 3 horas, 11 minutos e 13,5 segundos.
A galáxia NGC 1224 foi descoberta em 20 de Agosto de 1885 por Lewis A. Swift.